# 觉悟社旧址
觉悟社旧址是周恩来领导的天津学生组织-觉悟社所在地的旧址。觉悟社于1919年9月16日成立，位于天津市河北区三马路三戒里4号，该建筑目前为全国重点文物保护单位和重点保护等级历史风貌建筑。现为天津觉悟社纪念馆。

## 历史
觉悟社旧址为一座小型宅院，总面积为176平方米，院内设有七间砖木结构平房。该旧址始建于1919年9月16日。1976年唐山大地震时，觉悟社旧址受损。1982年，该旧址按照原貌进行重新修建。1984年9月16日，在觉悟社旧址成立天津觉悟社纪念馆。1986年9月10日，邓颖超为觉悟社旧址题写匾额。

## 觉悟社纪念馆

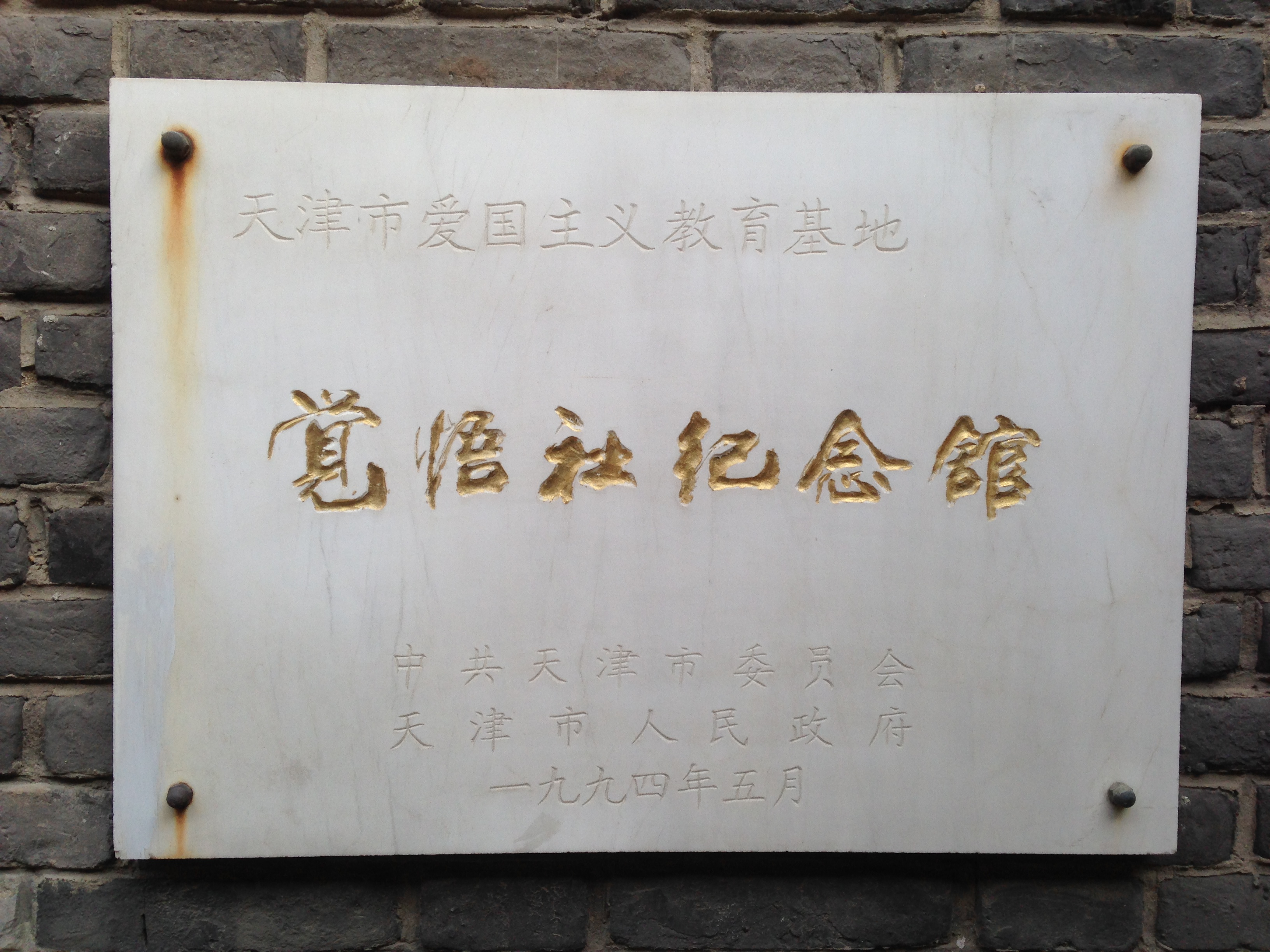
觉悟社纪念馆的天津市爱国主义教育基地铭牌

觉悟社纪念馆分为复原陈列、辅助陈列两部分。复原陈列室近二十平方米，是当年觉悟社社员活动的场所，屋内有书桌、铁床等生活用品，桌上有文房四宝和马克思的作品《共产党宣言》汉译本；八仙桌上展出的是当年社员们抓阄决定代号的工具。面积八十八平方米的辅助陈列室内展出九十余件历史文献、照片、绘画、雕塑和模型。《觉悟社的奋斗历程》展览分三部分：“觉悟社”在五四风云中诞生、在反帝反封建的战斗中成长、在马克思主义道路上前进的历程。
自纪念馆建馆以来，觉悟社纪念馆已先后接待多位中华人民共和国的党和国家领导人以及来自海内外的各界参观者达数十万人次。
觉悟社纪念馆已被天津市的十多所中小学校确定为德育基地或爱国主义教育基地，由纪念馆主办的《中华魂——革命英烈事迹展》，深入天津的社区、学校、部队进行巡回展出。